# Niphona alboplagiata
Niphona alboplagiata är en skalbaggsart som beskrevs av Stefan von Breuning 1938. Niphona alboplagiata ingår i släktet Niphona och familjen långhorningar.
Artens utbredningsområde är Laos. Inga underarter finns listade i Catalogue of Life.